# Repere Transilvane
Repere Transilvane a fost un săptămânal independent bilingv de analiză politică și actualitate culturală, editat în Zalău, județul Sălaj. 
Ziarul a fost scris în limba română și limba maghiară.
Primul număr a apărut la data de 4 mai 1999. Redactorii acestei reviste au fost: Manuela Elena Dascălu, Horațiu Eligiu Mezei, Fejér László, Vasile Florin Mirgheșiu (n. 1972), Ioan Lupa Crișan (1937-2021), Sebastian Olaru, Olivian Mircea Vădan, Dana Aga, Cristina Mușat Carastoian, Daniel Săuca, Marilena Aga, Gelu Neamțu.